# Audyt SEO
Audyt SEO (ang. search engine optimization, SEO; zwany także pozycjonowaniem) – analiza strony internetowej lub sklepu internetowego pod kątem czynników weryfikowanych przez robota wybranej wyszukiwarki internetowej np. Google.
Audyt SEO dzieli się na:
- On-Site (kod źródłowy strony, struktura serwisu, treści),
- Off-Site (linki zewnętrzne kierujące do analizowanej strony).

Przed rozpoczęciem audytu SEO należy określić jego cel. Celem takim może być np. wzrost widoczności konkretnej grupy asortymentowej. Efektem tak przeprowadzonego audytu będzie znalezienie problemów ograniczających widoczność strony internetowej na frazy związane z tą konkretną ofertą. Podczas przeprowadzania analizy wykorzystywane jest oprogramowanie symulujące zachowanie robota wyszukiwarki – automatycznie skanuje ono każdą podstronę danego serwisu. Końcowym elementem każdego audytu jest propozycja zmian.

## Audytowane elementy
Audyt musi posiadać odpowiednią strukturę informacji z podziałem na On-Site i Off-Site. W analizie muszą znaleźć się wyjaśnienia podstawowych dla robota wyszukiwarki zagadnień:
- crawl budget,
- przekierowania,
- indeksowanie mobilne,
- struktura nagłówków,
- meta dane i sekcja head,
- analiza kodu źródłowego,
- duplikacja treści,
- prędkość działania i wielkość zasobów,
- wykorzystanie danych strukturalnych,
- profil linków przychodzących,
- linkowanie wewnętrzne,
- indeksowanie witryny,
- jakość treści,
- błędy 4xx i 5xx
- dostępność zawartości (mapa XML, pliki robots.txt).

Tak przeprowadzony audyt jest podstawą do podjęcia planu naprawczego składającego się z gotowych rekomendacji.

## Kiedy wykonać audyt?
Istnieje kilka scenariuszy, które najlepiej kwalifikują stronę internetową do podjęcia audytu:
- nowa strona, najlepiej na etapie tworzenia,
- podjęte działania White Hat nie przynoszą wzrostu widoczności,
- zastrzeżenia co do pracy agencji SEO,
- chęć odświeżenia optymalizacji strony po dłuższym czasie od ostatnich czynności,
- zmiana silnika strony np. w przypadku sklepu online.